# Bruno Wachsmann
Bruno Adolf Friedrich Wachsmann (* 12. Juli 1888 in Grätz, Provinz Posen; † 6. April 1951 in Wiesbaden) war ein deutscher Verwaltungsjurist.

## Leben
Wachsmann war ein Sohn des Geheimen Oberjustizrats und Oberlandesgerichtsrats Adolph Wachsmann in Honnef am Rhein und dessen Frau Elisabeth geb. Schwinning. Seine Schulbildung erhielt er am Gymnasium Steglitz und am Domgymnasium Magdeburg. Nach dem Abitur (1907) studierte er an der Eberhard Karls Universität Tübingen Rechtswissenschaft. 1907 wurde er im Corps Suevia Tübingen recipiert. 1910 legte er das Referendarexamen ab. Am 1. April 1911 wurde er von der juristischen Fakultät der Universität Breslau zum Dr. iur. promoviert. Anschließend diente Wachsmann als Einjährig-Freiwilliger beim Feldartillerie-Regiment v. Peucker (1. Schlesisches) Nr. 6 in Breslau. 1912 wurde er Regierungsreferendar. Im Ersten Weltkrieg wurde er zunächst bei seinem Regiment eingesetzt, dann bei Flugabwehrformationen an der Westfront. Im November 1918 wurde der Adjutant des Stadthauptmanns von Riga. 1919 zum Regierungsassessor ernannt, amtierte Wachsmann von 1921 bis 1933 als Landrat im ostpreußischen Kreis Oletzko. 1933 in den Wartestand versetzt, bewirtschaftete er das Gut seiner Ehefrau Ilse geb. von Lenski. Sie war Tochter des Amtsrats Max von Lenski und Witwe des Rittergutsbesitzers Theodor Tolsdorff in Lehnarten. Wachsmann trat 1945 bei der Regierung in Wiesbaden ein und war dort ab 1949 Oberregierungsrat und ab 1950 Regierungsdirektor.